# Kościół Świętego Ducha w Grodzisku Wielkopolskim
Kościół Świętego Ducha w Grodzisku Wielkopolskim – zabytkowy kościół w Grodzisku Wielkopolskim
Powstał w 1663 staraniem ks. Jana Wolsztyńskiego. Kościół drewniany, konstrukcji zrębowej, oszalowany, zwrócony prezbiterium na zachód. Zbudowany na planie prostokąta, salowy, od wschodu niewielka wieża konstrukcji słupowej z kruchtą w przyziemiu. Od północy zakrystia z muru pruskiego. Wnętrze kryte stropem. Gzyms koronujący profilowany z ząbkowaniem, ściany wzmocnione lisicami i zastrzałami. Chór muzyczny wsparty na dwóch słupach. Dach trzyspadowy, wieża z zadaszeniem, zwieńczona dachem namiotowym, krytym blachą.
Polichromia wnętrza z 2 poł. XVIII w.; na stropie pośrodku Koronacja Matki Boskiej przez Boga Ojca i Chrystusa, dookoła główki anielskie i obłoki; pod gzymsem koronującym girlandy zaczepione na wstęgach i pęki owoców; na ścianie ołtarzowej rozpięta udrapowana kotara, jako tło ołtarza; na ścianach bocznych iluzjonistycznie namalowane ołtarze.
Ołtarz główny złożony z mesy, nad którą w akantowej ramie obraz św. Walentego z księdzem (zapewne fundatorem ks. Janem Wolsztyńskim) z ok. 1663 roku. Dwa ołtarze boczne o namalowanej iluzjonistycznie architekturze z kolumienkami i zwieńczeniem; w prawym obraz Zesłanie Ducha św. i Anny Samotrzeć z XVIII w., w lewym obrazy Matki Boskiej Pocieszenia z 2 poł. XVIII w., i św. męczennika z XVIII w.
Ambona z 1 poł. XVIII w., ławki z XVIII w. Obraz Koronacji Matki Boskiej z 1654 roku, sygnowany podwójnym krzyżem z kotwicą. Krucyfiksy: z XVIII w. i 1 poł. XIX w. Figura Chrystusa Frasobliwego barokowo-ludowa.
Dzisiejszy kościół stoi na miejscu wcześniejszej świątyni z 1426 roku, której fundatorem i pierwszym proboszczem był ks. Paweł Drzeński z Grodziska. Wraz z kościołem założony został także szpital z fundacji Pawła Drzeńskiego. Kościół z probostwem i szpitalem erygował 6 października 1426 administrator diecezji Mikołaj Kicki.
Obok świątyni stoi pomnik poświęcony poległym i pomordowanym w 1848 r. grodziskim kosynierom.